# Araeomolis robusta
Araeomolis robusta là một loài bướm đêm thuộc phân họ Arctiinae, họ Erebidae.